# Zebrzydowa
Zebrzydowa (deutsch Siegersdorf) ist ein Ort in der der Stadt- und Landgemeinde Nowogrodziec (Naumburg am Queis) im Powiat Bolesławiecki der Woiwodschaft Niederschlesien in Polen. Es liegt fünf Kilometer nördlich von Nowogrodziec am linken Ufer des Queis. Bis 1815 gehörte es zur Oberlausitz, anschließend wurde es der preußischen Provinz Schlesien angegliedert.

## Geschichte
Siegersdorf wurde erstmals 1346 als Segehardsdorf mit einer Kirche erwähnt, die zum Dekanat Lauban (Sedes Lawben) im Bistum Meißen und damit zur damals böhmischen Oberlausitz gehörte. Um 1500 war Siegersdorf im Besitz des Adelsgeschlechts Nostitz, dem 1507 die Familie von Redern folgte. Während deren Herrschaft wurde das älteste Herrenhaus von Siegersdorf erbaut. 1538 empfingen sie hier den böhmischen Landesherrn Ferdinand I., der sich auf der Reise von Görlitz nach Schlesien befand. 1542 gelangte Siegersdorf an die Stadt Lauban, die es 1547 durch den Oberlausitzer Pönfall verlor. Anschließend besaß es bis 1558 der König von Böhmen, danach der kaiserliche Rat Georg Mehl von Stroehlitz (Jiří Mehl ze Střelic) und 1564 die Familie von Schoenaich. 1632 gehörte es wiederum den Nostitz, von denen es 1650 an das oberlausitzsche Uradelsgeschlecht Gersdorff fiel. Sie erhielten das Privileg zur Abhaltung zweier Jahrmärkte und eines Viehmarkts. Nach dem Dreißigjährigen Krieg diente die Siegersdorfer Kirche von 1654 bis 1741 als Zufluchtskirche für evangelische Schlesier. Weitere Besitzer waren 1740 die Familie von Wobeser, 1744 die Freiherrn von Braun, 1746 die Familie von Lindenau, 1805 die Grafen von Solms-Tecklenburg. 
Nach dem Wiener Kongress 1815 fiel Siegersdorf, das bis dahin zum Weichbild von Lauban gehörte, zusammen mit der Ostoberlausitz an Preußen, von dem es an die preußische Provinz Schlesien angeschlossen wurde. 1816 wurde es dem neu errichteten Landkreis Bunzlau eingegliedert, mit dem es bis 1945 verbunden blieb. 1836 gelangte es an das Adelsgeschlecht von Dallwitz, 1852 an die Freiherrn von Bistram und 1861 an die Grafen zu Stolberg-Stolberg. Diese verkauften es 1868 an den preußischen König bzw. an den Domänenfiskus, bei dem es bis zur Enteignung 1945 verblieb.
Der 1874 errichtete Amtsbezirk Siegersdorf bestand aus den Landgemeinden Siegersdorf und Tschirne sowie den gleichnamigen Gutsbezirken.
Im Jahr 1939 wurden 2654 Einwohner gezählt.
Als Folge des Zweiten Weltkriegs fiel Siegersdorf 1945 mit dem größten Teil Schlesiens an Polen und wurde in Zebrzydowa umbenannt. Die deutsche Bevölkerung wurde, soweit sie nicht schon vorher geflohen war, weitgehend vertrieben. Die neu angesiedelten Bewohner waren zum Teil selbst Vertriebene aus Ostpolen. 1975–1998 gehörte Zebrzydowa zur Woiwodschaft Jelenia Góra.

## Wirtschaft und Infrastruktur
Zu einem wirtschaftlichen Aufschwung kam es ab der Mitte des 19. Jahrhunderts durch die gute Verkehrslage. Bereits 1846 erhielt Siegersdorf Anschluss an die Bahnstrecke Kohlfurt–Liegnitz und 1906 an die Bahnstrecke Hirschberg–Sagan. 

### Siegersdorfer Werke
Wegen der reichen Tonlager entwickelte sich in Siegersdorf die keramische Industrie. 1876 erwarb Friedrich Hoffmann, der Entwickler des Hoffmann’schen Ringofens, eine nach seiner Konzeption errichtete, wegen Konkurs der ursprünglichen Betreibergesellschaft (wohl im Zuge der Gründerkrise) unvollendet gebliebene Produktionsanlage und gründete zur Fertigstellung und zum Betrieb die Siegersdorfer Werke. Siegersdorfer Baukeramik und Siegersdorfer Riemchen wurden in den 1920er Jahren bei vielen bekannten Bauten verwendet, so z. B. im Lichthof des Leipziger Messhauses Petershof und bei vielen Berliner Untergrundbahnhöfen. 1939 werden neun große Ringöfen betrieben und etwa 1200 Arbeiter beschäftigt.

## Persönlichkeiten
- Hans Friedrich Gottlob von Kreckwitz (1716–1767), preußischer Justizrat, Marschkommissar und Landrat, in Siegersdorf geboren
- Hans Skirecki (1935–2016), deutscher Schriftsteller und Übersetzer, in Siegersdorf geboren